# Utvängstorps landskommun
Utvängstorps landskommun var en tidigare kommun i dåvarande Skaraborgs län.

## Administrativ historik
Kommunen inrättades i Utvängstorps socken i Vartofta härad i Västergötland när 1862 års kommunalförordningar trädde i kraft.  
Vid Kommunreformen 1952 uppgick kommunen i Mullsjö landskommun som 1971 ombildades till Mullsjö kommun.